# Ligat ha’Al 2004/05
Die Ligat ha’Al 2004/05 war die sechste Spielzeit der höchsten israelischen Fußballliga unter diesem Namen, und die 56. Saison insgesamt. Sie begann am 21. August 2004 und endete am 28. Mai 2005.
Maccabi Haifa gewann die Meisterschaft.

## Modus
Die zwölf Mannschaften spielten im Verlauf der Saison dreimal gegeneinander. Die Teams, die nach 22 Spielen die ersten sechs Plätze belegten, hatten ein Heimspiel mehr als die Teams auf den unteren sechs Plätzen. Die beiden Letztplatzierten mussten in die Liga Leumit absteigen.

## Vereine
| Verein                | Stadt          | Stadion                 | Kapazität |
| --------------------- | -------------- | ----------------------- | --------- |
| Beitar Jerusalem      | Jerusalem      | Teddy-Stadion           | 31.733    |
| Maccabi Tel Aviv      | Tel Aviv-Jaffa | Bloomfield-Stadion      | 29.150    |
| Hapoel Tel Aviv       | Tel Aviv-Jaffa | Bloomfield-Stadion      | 29.150    |
| Bne Jehuda Tel Aviv   | Tel Aviv-Jaffa | Bloomfield-Stadion      | 29.150    |
| Hapoel Haifa          | Haifa          | Kiryat-Eliezer-Stadion  | 14.000    |
| Maccabi Haifa         | Haifa          | Kiryat-Eliezer-Stadion  | 14.000    |
| FC Bnei Sachnin       | Sachnin        | Kiryat-Eliezer-Stadion  | 14.000    |
| Hapoel Be’er Scheva   | Be’er Scheva   | Arthur-Vasermil-Stadion | 13.000    |
| Hapoel Petach Tikwa   | Petach Tikwa   | HaMoshava-Stadion       | 11.500    |
| Maccabi Petach Tikwa  | Petach Tikwa   | HaMoshava-Stadion       | 11.500    |
| MS Aschdod            | Aschdod        | HaYud-Alef-Stadion      | 07.800    |
| Hapoel Nazareth Illit | Nazareth Illit | Green-Stadion           | 05.000    |

## Abschlusstabelle
| Pl. | Verein                    | Sp. | S  | U  | N  | Tore    | Diff. | Punkte |
| --- | ------------------------- | --- | -- | -- | -- | ------- | ----- | ------ |
| 1.  | Maccabi Haifa (M)         | 33  | 21 | 8  | 4  | 066:270 | +39   | 71     |
| 2.  | Maccabi Petach Tikwa      | 33  | 16 | 12 | 5  | 047:240 | +23   | 60     |
| 3.  | MS Aschdod                | 33  | 15 | 5  | 13 | 048:440 | +4    | 50     |
| 4.  | Beitar Jerusalem          | 33  | 13 | 8  | 12 | 046:440 | +2    | 47     |
| 5.  | Hapoel Nazareth Illit (N) | 33  | 12 | 10 | 11 | 046:460 | ±0    | 46     |
| 6.  | Bne Jehuda Tel Aviv       | 33  | 12 | 8  | 13 | 040:460 | −6    | 44     |
| 7.  | Hapoel Petach Tikwa       | 33  | 11 | 9  | 13 | 041:460 | −5    | 42     |
| 8.  | Maccabi Tel Aviv          | 33  | 10 | 10 | 13 | 032:420 | −10   | 40     |
| 9.  | Hapoel Tel Aviv           | 33  | 10 | 9  | 14 | 030:340 | −4    | 39     |
| 10. | FC Bnei Sachnin (P)       | 33  | 10 | 6  | 17 | 040:510 | −11   | 36     |
| 11. | Hapoel Haifa (N)          | 33  | 9  | 8  | 16 | 036:440 | −8    | 35     |
| 12. | Hapoel Be’er Scheva       | 33  | 7  | 11 | 15 | 033:570 | −24   | 32     |

Platzierungskriterien: 1. Punkte – 2. Tordifferenz – 3. geschossene Tore

| (M) | amtierender israelischer Meister     |
| (P) | amtierender israelischer Pokalsieger |
| (N) | Neuaufsteiger der letzten Saison     |

## Kreuztabelle
| Spieltag 1–22         | Maccabi Haifa | Maccabi Petach Tikwa | MS Aschdod | Beitar Jerusalem | Hapoel Nazareth Illit | Bne Jehuda Tel Aviv | Hapoel Petach Tikwa | Maccabi Tel Aviv | Hapoel Tel Aviv | FC Bnei Sachnin | Hapoel Haifa | Hapoel Be’er Scheva |
| --------------------- | ------------- | -------------------- | ---------- | ---------------- | --------------------- | ------------------- | ------------------- | ---------------- | --------------- | --------------- | ------------ | ------------------- |
| Maccabi Haifa         |               | 0:0                  | 6:0        | 1:1              | 3:1                   | 5:0                 | 1:0                 | 3:0              | 1:0             | 1:0             | 3:0          | 4:1                 |
| Maccabi Petach Tikwa  | 0:2           |                      | 5:1        | 2:0              | 1:1                   | 3:0                 | 1:0                 | 2:1              | 2:0             | 2:0             | 0:0          | 0:0                 |
| MS Aschdod            | 0:1           | 0:0                  |            | 2:3              | 3:1                   | 4:3                 | 2:0                 | 2:0              | 2:1             | 2:2             | 2:0          | 0:2                 |
| Beitar Jerusalem      | 0:0           | 0:0                  | 1:0        |                  | 0:2                   | 3:2                 | 0:1                 | 2:0              | 1:2             | 0:2             | 2:0          | 4:1                 |
| Hapoel Nazareth Illit | 0:1           | 0:0                  | 2:0        | 4:3              |                       | 2:1                 | 3:0                 | 1:1              | 1:0             | 1:2             | 0:0          | 3:3                 |
| Bne Jehuda Tel Aviv   | 0:2           | 1:0                  | 0:4        | 1:0              | 3:1                   |                     | 1:0                 | 2:2              | 0:0             | 3:0             | 2:1          | 0:0                 |
| Hapoel Petach Tikwa   | 2:2           | 0:0                  | 2:1        | 1:3              | 1:2                   | 3:1                 |                     | 1:0              | 1:0             | 1:1             | 2:2          | 4:1                 |
| Maccabi Tel Aviv      | 1:0           | 1:0                  | 0:1        | 1:0              | 1:1                   | 1:0                 | 1:0                 |                  | 1:0             | 1:2             | 1:1          | 1:1                 |
| Hapoel Tel Aviv       | 0:1           | 2:2                  | 0:1        | 1:1              | 3:1                   | 0:0                 | 0:1                 | 3:0              |                 | 3:2             | 1:2          | 1:0                 |
| FC Bnei Sachnin       | 1:4           | 0:0                  | 2:1        | 4:1              | 0:1                   | 0:1                 | 1:2                 | 0:1              | 1:2             |                 | 0:0          | 4:3                 |
| Hapoel Haifa          | 1:4           | 0:3                  | 1:3        | 3:1              | 0:0                   | 0:1                 | 2:3                 | 1:2              | 0:0             | 1:0             |              | 0:2                 |
| Hapoel Be’er Scheva   | 0:1           | 1:2                  | 0:2        | 0:2              | 2:2                   | 0:0                 | 1:1                 | 1:1              | 1:0             | 0:4             | 2:1          |                     |

| Spieltage 23–33       | Maccabi Haifa | Maccabi Petach Tikwa | MS Aschdod | Beitar Jerusalem | Hapoel Nazareth Illit | Bne Jehuda Tel Aviv | Hapoel Petach Tikwa | Maccabi Tel Aviv | Hapoel Tel Aviv | FC Bnei Sachnin | Hapoel Haifa | Hapoel Be’er Scheva |
| --------------------- | ------------- | -------------------- | ---------- | ---------------- | --------------------- | ------------------- | ------------------- | ---------------- | --------------- | --------------- | ------------ | ------------------- |
| Maccabi Haifa         |               | 2:2                  | –          | 1:2              | 3:0                   | –                   | –                   | 3:1              | 3:2             | –               | 2:1          | –                   |
| Maccabi Petach Tikwa  | –             |                      | 1:0        | –                | –                     | 2:1                 | 1:1                 | –                | –               | 4:2             | 1:0          | 3:1                 |
| MS Aschdod            | 4:0           | –                    |            | 1:2              | 4:2                   | –                   | –                   | 0:0              | 1:1             | –               | 1:1          | –                   |
| Beitar Jerusalem      | –             | 4:2                  | –          |                  | 3:3                   | –                   | –                   | 3:2              | –               | 0:0             | –            | 0:1                 |
| Hapoel Nazareth Illit | –             | 1:3                  | –          | –                |                       | 3:0                 | 3:1                 | –                | –               | 2:0             | 1:2          | 1:0                 |
| Bne Jehuda Tel Aviv   | 2:2           | –                    | 0:1        | 1:1              | –                     |                     | 2:1                 | –                | 4:0             | –               | –            | –                   |
| Hapoel Petach Tikwa   | 1:1           | –                    | 1:3        | 0:2              | –                     | –                   |                     | 4:4              | 1:1             | –               | 1:0          | –                   |
| Maccabi Tel Aviv      | –             | 1:3                  | –          | –                | 2:0                   | 1:1                 | –                   |                  | –               | 2:0             | 1:3          | 0:0                 |
| Hapoel Tel Aviv       | –             | 1:0                  | –          | 1:1              | 0:0                   | –                   | –                   | 1:0              |                 | –               | –            | 3:1                 |
| FC Bnei Sachnin       | 3:2           | –                    | 2:0        | –                | –                     | 2:4                 | 2:0                 | –                | 0:1             |                 | –            | –                   |
| Hapoel Haifa          | –             | –                    | –          | 2:0              | –                     | 0:2                 | –                   | –                | 1:0             | 4:0             |              | 6:1                 |
| Hapoel Be’er Scheva   | 1:1           | –                    | 2:0        | –                | –                     | 2:1                 | 1:4                 | –                | –               | 1:1             | –            |                     |

## Torschützenliste
| Pl. | Name               | Team                  | Tore |
| --- | ------------------ | --------------------- | ---- |
| 01. | Roberto Colautti   | Maccabi Haifa         | 19   |
| 02. | Lior Asulin        | Beitar Jerusalem      | 15   |
| 03. | Shai Holtzman      | MS Aschdod            | 14   |
| 04. | José Duarte        | Hapoel Nazareth Illit | 13   |
| 04. | Idan Tal           | Maccabi Haifa         | 13   |
| 06. | Shlomi Arbeitman   | Hapoel Petach Tikwa   | 12   |
| 06. | Avi Nimni          | Beitar Jerusalem      | 12   |
| 08. | Ngoy Alumeida      | FC Bnei Sachnin       | 10   |
| 08. | Gustavo Boccoli    | Maccabi Haifa         | 10   |
| 08. | Stanislaw Dubrowin | Maccabi Petach Tikwa  | 10   |
| 08. | Moshe Biton        | Bne Jehuda Tel Aviv   | 10   |